# Тищик Борис Йосипович
Борис Йосипович Ти́щик (нар. 26 вересня 1936, Львів) — професор, кандидат юридичних наук, заслужений професор (2004) Львівського національного університету імені Івана Франка, заслужений юрист України.

## Біографія
У 1959 році закінчив з відзнакою юридичний факультет Львівського університету. Працював юрисконсультом університету, з грудня 1959 року — асистент кафедри теорії та історії держави і права. 1966 року захистив кандидатську дисертацію на тему: «Галицька Соціалістична Радянська Республіка 1920 року». У 1968 році отримав вчене звання доцента.
З 1968 по 1972 роки був заступником декана юридичного факультету.
У 1990 році вченою радою університету обраний завідувачем кафедри теорії та історії держави і права. У 1991 році за плідну наукову та навчально-методичну діяльність Вища атестаційна комісія Міністерства вищої освіти (м. Москва) присвоїла Борисові Йосиповичу вчене звання професора (диплом № 13/960п від 26 грудня 1991 року). У вересні 2004 року він отримав почесне звання заслуженого професора Львівського національного університету імені Івана Франка.
Указом Президента України № 549 2008 року Тищику присвоєно почесне звання Заслужений юрист України. Нагороджений ювілейною університетською медаллю з нагоди 150-річчя Франкового ювілею, є членом редакційної колегії юридичного журналу «Право України».
На запрошення Люблінського католицького університету (Польща) на його юридичному факультеті польською мовою читав курс Історія держави і права України.
Коло наукових інтересів — історія держави і права, історія римського приватного права. Автор і співавтор 13 монографій, 31 підручників та навчальних посібників, понад 100 статей, матеріалів, рецензій.
Під його керівництвом 13 аспірантів і здобувачів захистили кандидатські дисертації.

## Праці

### Монографії
- «Галицька Соціалістична Радянська Республіка 1920 р.» — Львів, 1970.
- «Становлення державності в Україні (1917—1922 роки)» — У співавторстві. — Коломия, 2000.
- «Західно-Українська Народна Республіка (1918—1923). Історія держави і права». — Львів, 2004; 22, 7 друкованих аркушів.
- «Галицько-Волинська держава (1199—1349)» — У співавторстві. — Львів, 2006.

### Підручники та посібники
- «Історія держави і права України»/За редакцією академіка Тація В. Я. і члена-кореспондента АПрН України Рогожина А. Й. у співавторстві. — Київ, 2000. Томи 1 і 2.
- «Історія держави і права країн Стародавнього Сходу». — Львів: Світ, 2001. 25 друкованих аркушів.
- «Історія держави і права зарубіжних країн. Середні віки». — Львів: Світ, 2006. 40 друкованих аркушів (у співавторстві).
- «Історія держави і права України» — Академічний курс, підручник, — Київ. Видавничий дім — ІнЮре, 2007. 36 друкованих аркушів (у співавторстві з професором В. Кульчицьким).
- «Історія держави і права зарубіжних країн. Новий час (XVII ст. — 1918 р.)». Навчальний посібник. — Львів: Світ, 2013.